# Карл V (герцог Лотарингии)
Карл V Леопольд (нем. Karl V. Leopold von Lothringen und Bar; 3 апреля 1643, Вена — 18 апреля 1690, Вена) — герцог, имперский фельдмаршал (18 декабря 1675), с 8 сентября 1675 — титулярный герцог Лотарингии (оккупированной войсками французского короля Людовика XIV).

## Биография
В возрасте 20 лет поступил на службу в австрийскую армию и был назначен шефом кавалерийского полка, с которым и отличился в войне с турками под командованием Монтекуколли.
В 1669 году был кандидатом от проавстрийской группировки землевладельцев на королевских выборах в Речи Посполитой. Однако проиграл выборы. 
24 апреля 1670 получил чин генерала кавалерии.
В 1674 году он участвовал в походе против французов. В сражении при Сеннефе он был тяжело ранен.
В 1675 произведён в фельдмаршалы и в том же году назначен Главнокомандующим армией, направленной против войск маршала Креки. Карл-Леопольд после ряда искусных манёвров между Мозелем и Триром нанёс ему решительное поражение, а затем овладел Триром.
Ободрённый успехом, Карл-Леопольд в кампанию 1677 года решил вернуть Лотарингию и с 40-тысячной армией перешел Рейн у Страсбура и занял Эльзас. Недостаток продовольствия лишил его возможности активных действий, и в итоге он был вынужден отступить за Рейн. Кампания 1678 года также окончилась безрезультатно.
В 1678 году он женился на сестре императора Леопольда, вдовствующей польской королеве Элеоноре Марии и до 1683 года жил отойдя от дел.
В 1683 году началась Великая Турецкая война и Карл-Леопольд был поставлен во главе 37-тысячной армии. Между реками Лейтою и Раабом его армия была окружена 200 000 турецким войском. Карл-Леопольд проявив мужество и талант полководца смог вырваться из кольца окружения и отступил к Вене, где активно оборонялся до подхода войск союзников. Карл-Леопольд разместил своих людей за пределами Вены, тем самым защитив их от эпидемии чумы, которая началась в городе и в лагере османов. Армия Карла V сосредоточилась на набегах на османские лагеря и защите колонн снабжения, шедших в город. В это время папа Иннокентий XI ускоренно создавал Священную лигу для поддержки Габсбургов, которую возглавил Ян Собеский. Поляк объединился с войсками Карла и атаковал осаждающую армию турок в битве при Вене 12 сентября 1683 года. Преследуя разбитых под Веной турок, Карл-Леопольд нанёс им ещё одно поражение при Барколе.
В кампанию 1684 года он перешёл через Дунай, взял Вышеград и дважды нанёс туркам поражение при Гране ( Эстергом)  и Ваце, подступив к Пешту и Буде. Гарнизон Пешта бежал, но Буда энергично защищалась, и Карл-Леопольд отвёл свои войска к Вацу. Попытка турок отбросить австрийцев далее не удалась. Карл-Леопольд нанёс им сильное поражение при Сентэндрэ и снова подступил к Буде, начав её правильную осаду. Однако в этот момент его сразила болезнь, заставив покинуть армию. Его преемник, граф Рабютен, действовал крайне неудачно, и к моменту возвращения Карла-Леопольда австрийцы были вынуждены снять осаду, потеряв к тому моменту более 12 000 человек. Срыв укрепления Пешта, Карл-Леопольд отвёл армию на зимние квартиры.
Весной 1685 года войска Карла-Леопольда осадили Нейгейзель ( сейчас Нове-Замки, тогда - венгерский Эршек-Уйвар ), но узнав, что 60 000 армия турок взяла Вышеград и угрожает Эстергому, двинулся на выручку последнему. Искусно выманив турок с занимаемой ими выгодной позиции, Карл-Леопольд заманил их на выгодную для себя местность между горами и Дунаем и наголову разбил, а затем взял штурмом и Нейгейзель.
Летом 1686 года Карл-Леопольд во главе 95 000 армии осадил Буду, и в сентябре взял её штурмом, но сам был тяжело ранен.
В 1689 году Карл-Леопольд закончил наконец долгую войну с Турцией блистательной победой при Мохаче, где турки потеряли 60 000 человек, 90 орудий, весь лагерь и 1600 навьюченных верблюдов и слонов. Впечатление от этой победы было столь велико, что сразу же после неё венгерские государственные чины подписали акт о присоединении Венгрии к Австрии.
Покончив с турками, Карл-Леопольд выступил против французов и овладел крепостями Майнц и Бонн, заняв всю Рейнскую область.
Вернувшись на зиму в Вену, он внезапно умер, по предположениям, был отравлен.